# HD 93540
HD 93540，又名CP-63 1646，SAO 251115、HR 4219，是一颗恒星，视星等为5.34，位于銀經289.97，銀緯-4.84，其B1900.0坐标为赤經10h 42m 39.1s，赤緯-63° -4.84′ 16″。